# إنسان الغاب البورنيوي
السِّعلاة أو الشَّهَام أو الإنسان الوحشي انسان الغاب البورنيوني (Pongo pygmaeus) هو نوع من انسان الغاب يستوطن جزيرة بورنيو. جنبا إلى جنب مع إنسان الغاب السومطري وإنسان الغاب التابانولي، ينتمي إلى الجنس الوحيد من القردة العليا الأصلية في آسيا. إن إنسان الغاب ذكي للغاية تمامًا مثل القردة العليا الأخرى، يظهر مهارة في استخدام الأدوات وله أنماط ثقافية مميزة في البرية. يتشارك إنسان الغاب بحوالي 97٪ من حمضه النووي مع البشر. ويطلق عليه السكان المحلييون اسم (مياس:Mias)، وهو من الأنواع المهددة بالانقراض، إذ تتسبب إزالة الغابات ومزارع زيت النخيل والصيد تهديدًا خطيرًا لوجوده.